# Малад Сити (Ајдахо)
Малад Сити (енгл. Malad City) град је у америчкој савезној држави Ајдахо.

## Демографија
По попису из 2010. године број становника је 2.095, што је 63 (-2,9%) становника мање него 2000. године.
| Група             | 2000.         | 2010.         |
| Белци             | 2.090 (96,8%) | 1.983 (94,7%) |
| Афроамериканци    | 3 (0,1%)      | 0 (0,0%)      |
| Азијати           | 5 (0,2%)      | 17 (0,8%)     |
| Хиспаноамериканци | 40 (1,9%)     | 61 (2,9%)     |
| Укупно            | 2.158         | 2.095         |